# Банту (мови)
Мови банту — мовна сім'я бенуе-конголезьких мов, якою розмовляють народи банту. Мови банту утворюють найбільшу та найчисельнішу підгрупу Південних бантоїдних мов. Загальна кількість мов банту коливається, залежно від визначення «мова» чи «діалект», і налічує від 440 до 680 різних мов.
Поширені банту мови у центральній, південно-східній та південній частинах Африки. Кількість осіб, що розмовляють мовами банту сягає 200 млн осіб.

## Назва
Термін банту був вперше згаданий (як Bâ-ntu) Вільгельмом Бліком у своїй праці «Порівняльна граматика» 1862 року.
Мовою зулу банту (Bâ-ntu) означає люди (му-нту — людина, ба-нту — люди).

## Класифікація

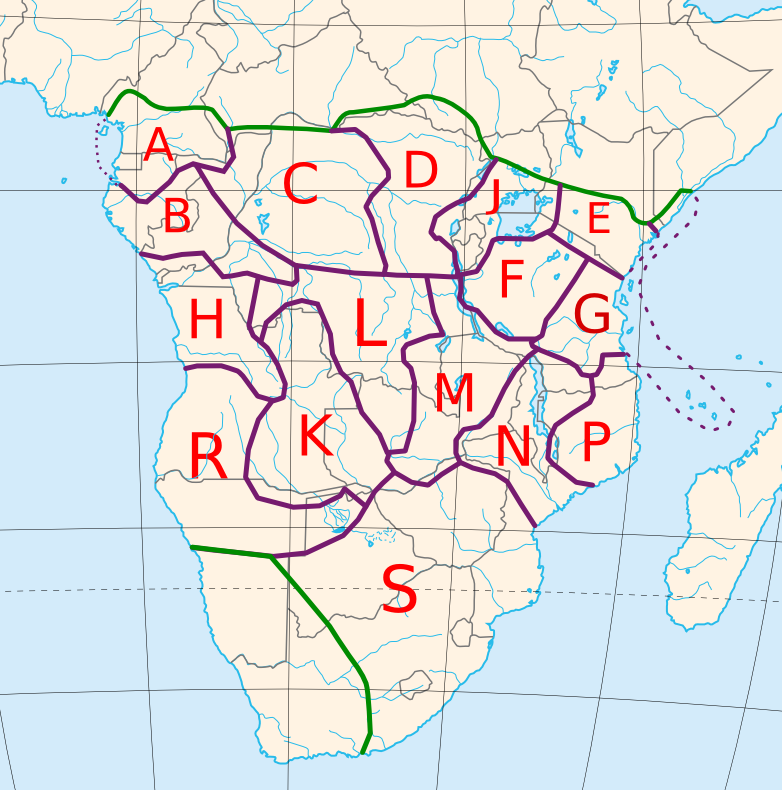
Приблизне розміщення 15 зон і додаткової зони J, введеної пізніше.

За класифікацією Малкольма Гасрі, група поділяється на 15 зон:
- «A» — мови Камеруну та прикордонних з ним країн
- «B» — мови Республіки Конго та північних областей Демократичної Республіки Конго
- «C» — мови Демократичної Республіки Конго та Республіки Конго
- «D» — мови Руанди, Бурунді та прикордонних з ними країн
- «E» — мови Уганди, Кенії та Танзанії
- «F» — мови центральної Танзанії
- «G» — мови Танзанії, островів Занзібар та Пемба
- «H» — мови півдня Респубіки Конго, Демократичної Республіки Конго, північної Анголи
- «K» — мови південно-східної Анголи, північно-західної Замбії, Ботсвани
- «L» — мови півдня Демократичної Республіки Конго, Анголи, Ботсвани
- «M» — мови Танзанії, Замбії, Малаві, Демократичної Республіки Конго
- «N» — мови Танзанії, Малаві та центрального Мозамбіку
- «P» — мови північно-східного Мозамбіку, південно-східної Танзанії
- «R» — мови південно-західної Анголи, північної Намібії, Ботсвани
- «S» — мови Зімбабве, Мозамбіку, Південної Африки, Ботсвани, Лесото, Свазіленду.

## Характеристика
Типологічно мови банту відносяться до мов аглютинативного ладу з елементами флексії, які проявляються в наявності граматично багатозначних морфем. Характерна риса граматичного ладу — наявність узгоджених іменних класів з префіксальними показниками. Кількість класів варіює за мовами: зулу — 13, суахілі — 15, ганда — 18 тощо. Класи поділяються на предметні («люди», «дерева», «речі» та ін.), граматичні (аугментативні, димінутивні, локативні, інфінітивні), предметно-граматичні (поряд з номінацією передають певну граматичну семантику).

## Вивчення
Ще у 1659 році Джасінто Брускіотто опублікував граматику мови конго, написану латиною. Становлення наукової бантуїстики відноситься до середини XIX ст. і пов'язане з появою порівняльних робіт Вільгельма Бліка. Порівняльний метод до досліджень мов банту був використаний у фундаментальних працях Карла Майнгофа та його послідовників, а також у працях Клемента Дока. Увагу сучасних бантуїстів приваблюють порівняльно-історичні аспекти дослідження, а також соціолінгвістична проблематика. В Інституті яфетології радянський вчений І. Л. Снєгірьов з 1922 року вивчав мови зулу та коса. Дещо пізніше в Ленінградському східному інституті Дмитро Ольдерогге почав викладання мови суахілі. Дослідження в області мов банту велись в Інституті мовознавства АН СРСР.